# Cwekluwci
Cwekluwci (bułg. Цвеклювци) – wieś w Bułgarii, w obwodzie Wielkie Tyrnowo, w gminie Elena. Wieś wymarła.